# Huatulco

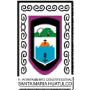
Huatulcos vapen

Huatulco (officiellt Santa María Huatulco) är en turistort vid Stilla havets kust i delstaten Oaxaca i södra Mexiko. Orten har 6 752 invånare (2007), med totalt 35 069 invånare (2007) i hela kommunen på en yta av 579 km². Huatulco är inte den folkrikaste orten i kommunen, det är i stället Crucecita med 13 749 invånare (2007). Samhället och hotellen ligger vid två av de nio huatulcobukterna. Fyra av bukterna är naturreservat. Kryssningsfartyg lägger till i den nyligen muddrade hamnen. Strandscenerna i filmen Din morsa också! är filmade här.